# Lennart Roslund
Lennart Börje Roslund (* 15. Februar 1946 in Malmö) ist ein ehemaliger schwedischer Segler.

## Erfolge
Lennart Roslund, der für den Göteborgs Kungliga Segelsällskap segelte, nahm in der Bootsklasse Soling an den Olympischen Spielen 1972 in München teil. Er war neben Stefan Krook und Bo Knape Crewmitglied des schwedischen Bootes, dessen Skipper Stig Wennerström war. In insgesamt sieben Wettfahrten sicherten sie sich einen Sieg und wurden unter anderem zweimal Zweite, sodass sie die im Olympiazentrum Schilksee in Kiel stattfindende Regatta mit 31,7 Gesamtpunkten auf dem zweiten Platz abschlossen und hinter den von Harry Melges angeführten US-Amerikanern und vor dem Boot von David Miller aus Kanada die Silbermedaille erhielten. 1975 wurde Roslund als Crewmitglied von Stig Wennerström zudem im Soling Europameister.